# فصة راجعة
الفصة الراجعة نوع نباتي يتبع جنس الفصة من الفصيلة البقولية. اسمه العلمي (باللاتينية: Medicago tornata).

## الموئل والانتشار
موطنها مناطق الوطن العربي المتوسطية (بلاد الشام والمغرب العربي) وإيطاليا وفرنسا وإسبانيا والبرتغال.

## مرادفات للاسم العلمي
- (باللاتينية: Medicago polymorpha var. tornata L.)